# Malzbier
La Malzbier est une bière de fermentation haute titrant entre 0 et 0,5 % d'alcool. De couleur brune à noire, elle se distingue par son goût sucré.
Elle est souvent considérée comme une sorte de limonade et un apport énergétique, plus qu'une bière en tant que telle. Elle apporte moins de calories qu'un jus de fruit.

## Histoire
Un prédécesseur de la Malzbier contemporaine est la Braunschweiger Mumme, qui a pour origine une Starkbier alcoolique de fermentation haute qui était produite dans le Braunschweig à l'époque médiévale et qui est encore produite aujourd'hui.
La Malzbier originale a été inventée en 1920 par Ferdinand Glaab sous le nom de Weihenstephan, après que le Suisse Fritz Lux a réussi à extraire de la Vitamine B1 du plasma des cellules de levure. Sur cette base était créée la Malzbier Glaabsbräu. En 1931, elle est brevetée par la Vita-Lux-Gesellschaft sous le nom de Vitamalz.
Depuis un jugement du Bundesgerichtshof en 1958, la Malzbier avec de l'adjonction de sucres ne peut y être vendue en tant que bière et elle est vendue sous des noms comme Malztrunk. Les marques les plus populaires sont Vitamalz et Karamalz. Malgré le jugement prononcé, c'est encore sous le nom de Malzbier que cette boisson est souvent désignée dans la langue courante. Il existe aussi quelques Malzbier sans adjonction de sucre.
En Allemagne de l'Est, la Malzbier était produite et vendue jusqu'au 1990, entre autres sous la variante Doppelcaramel.

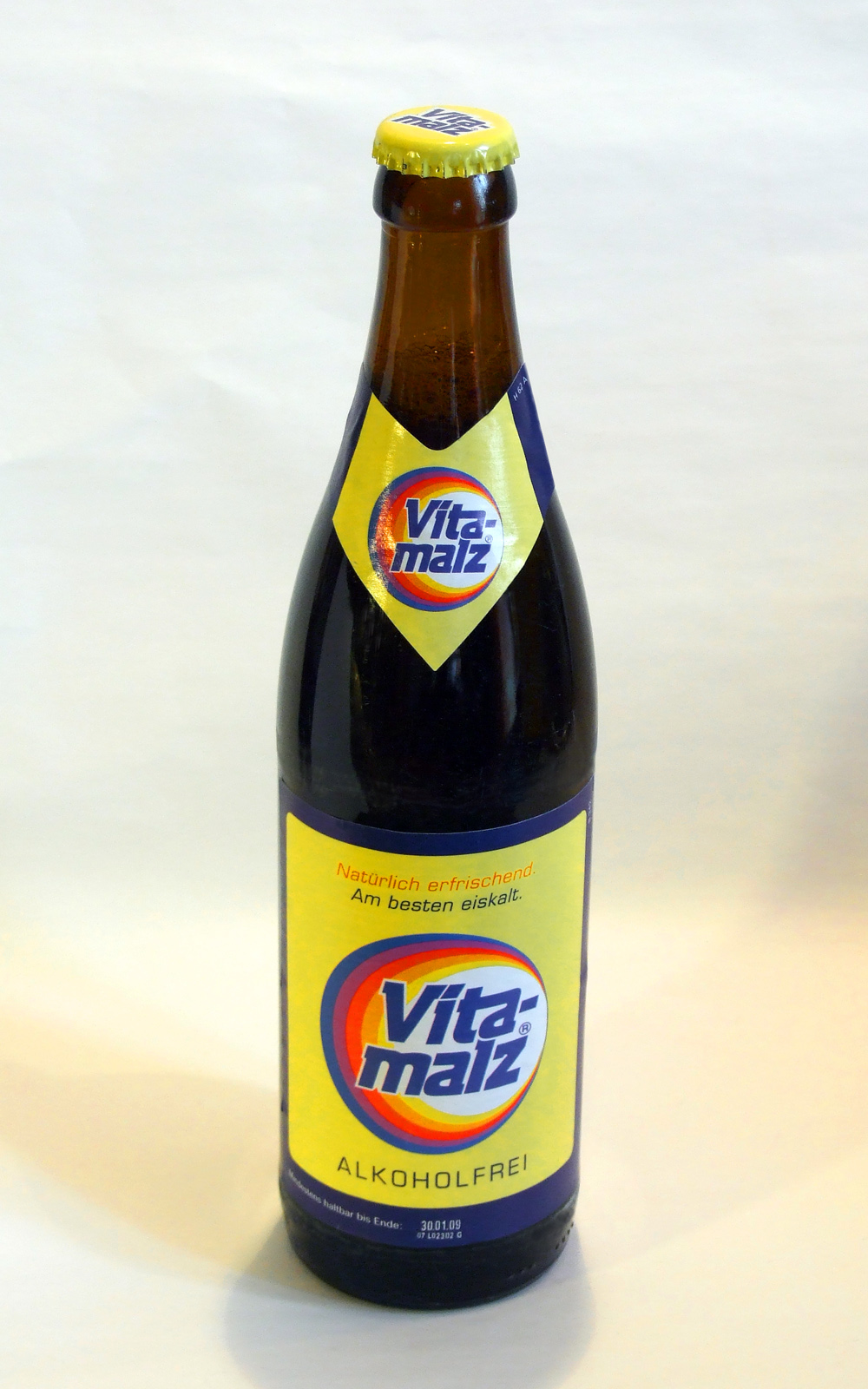
Malztrunk der Vitamalz GmbH & Co. KG
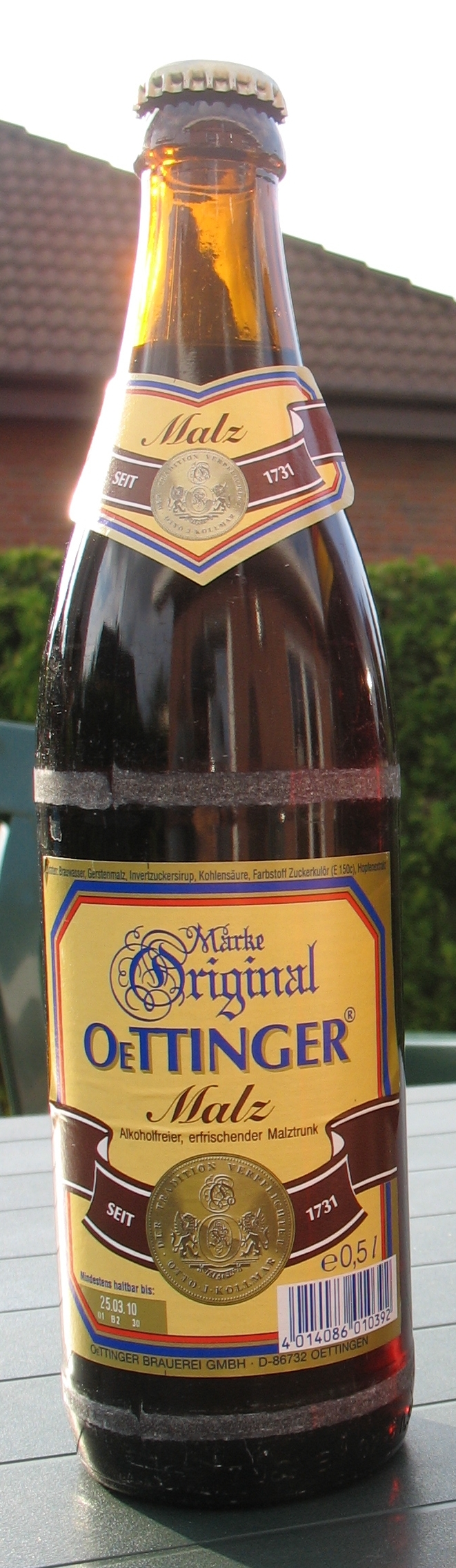
Malztrunk der Oettinger Brauerei GmbH
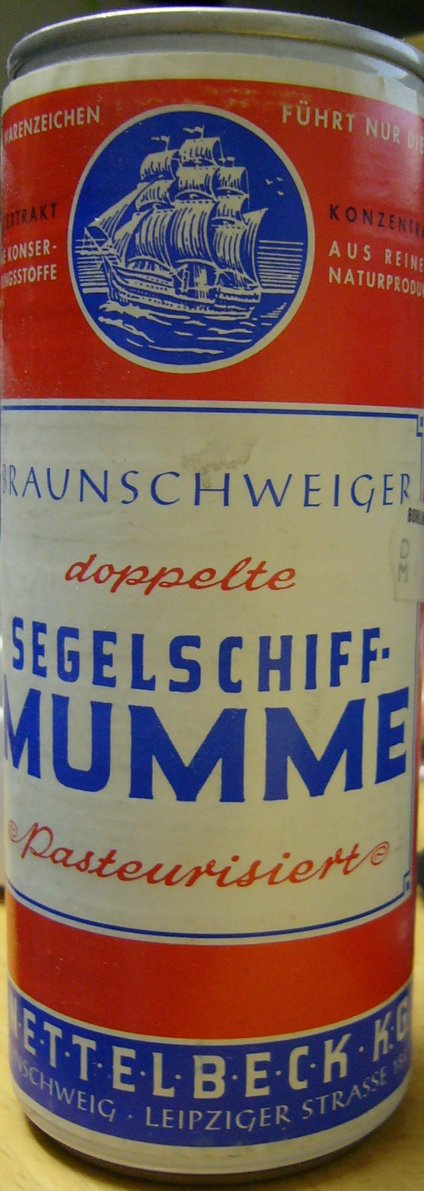
Braunschweiger Mumme
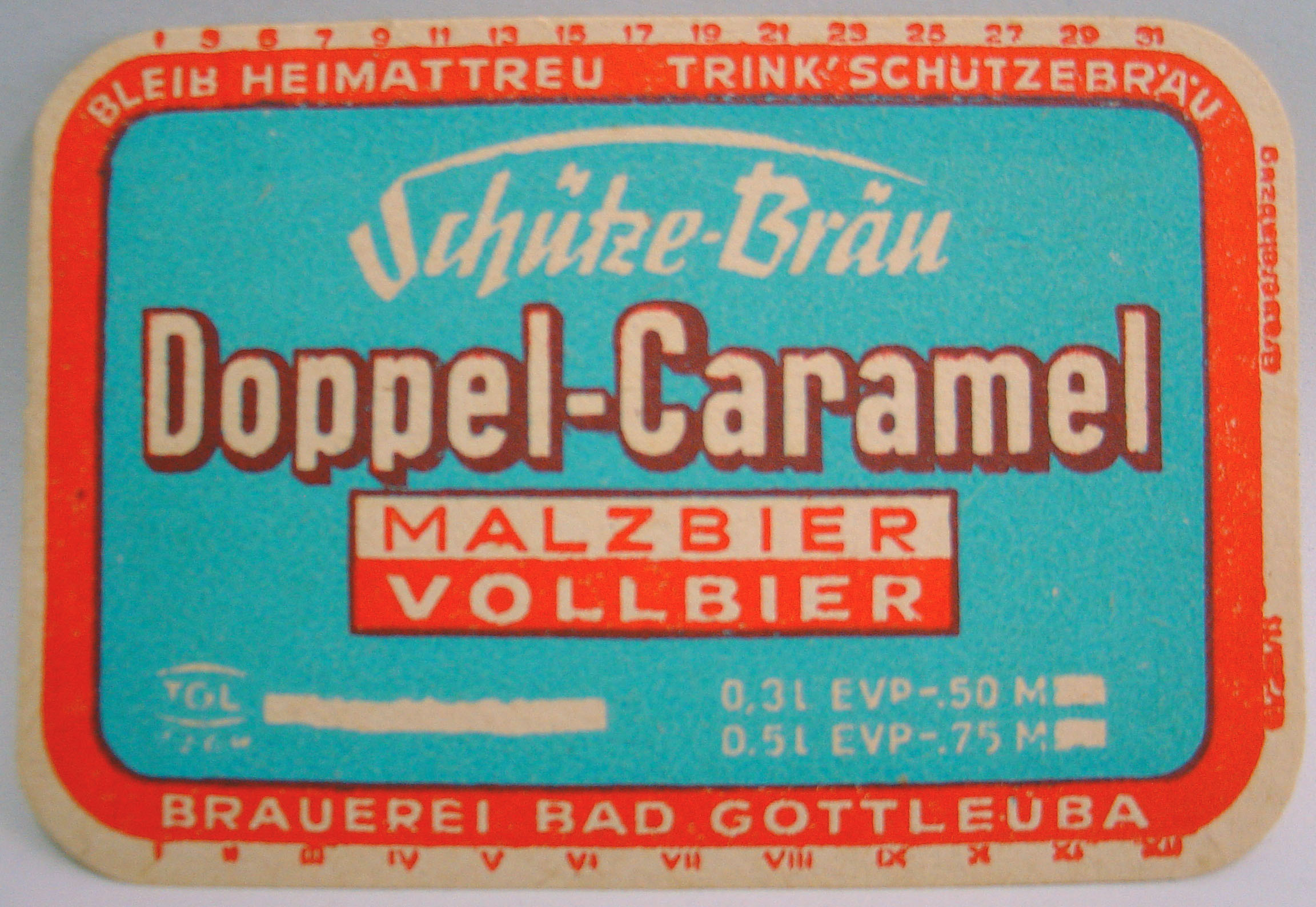
Etikett Schütze-Bräu vom Doppel-Caramel
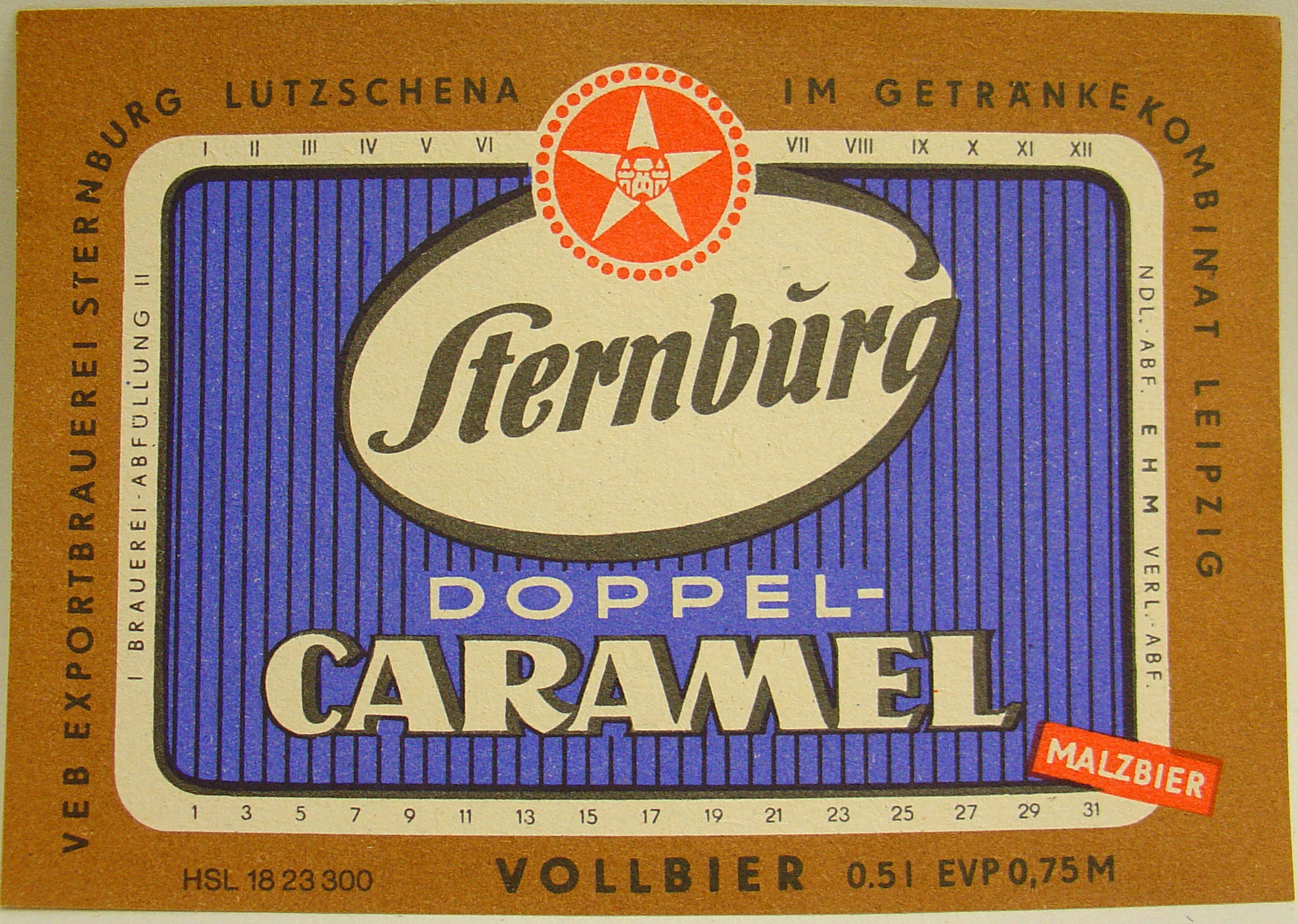
Etikett Sternburger Brauerei vom Doppel-Caramel
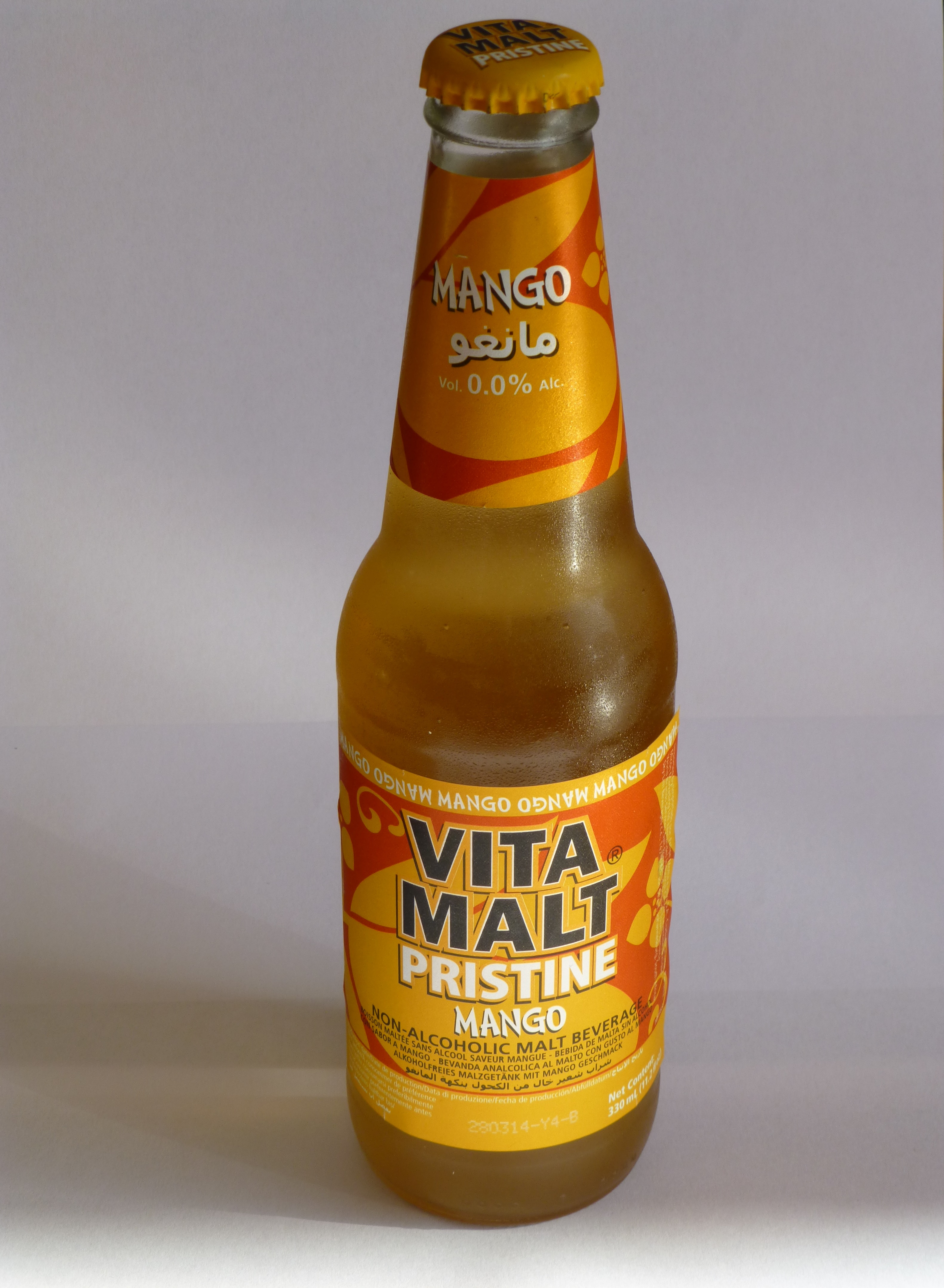
Bière de malt à la mangue, Trinité-et-Tobago

## Brassage
La bière est brassée à partir d'une densité primitive de moût de 11 à 12 %. Après l'ajout de levure, la bière est stockée à une température voisine de 0 degrés contre 15 à 25 degrés normalement. La fermentation n'a quasiment pas lieu et peu d'alcool est produit.
Sa couleur brune à noire provient d'un mélange de malts d'orge clairs et bruns (torréfiés).
Des sucres et du gaz carbonique sont généralement ajoutés.